# Keep On Walking
Keep On Walking är en låt som skrevs och framfördes av sångaren Salem Al Fakir i Melodifestivalen 2010 i deltävlingen i Örnsköldsvik. Den gick direkt vidare till finalen i Globen och slutade 2:a. Låten handlar enligt honom själv om att "resa sig upp och gå vidare när man en gång har fallit."
Låten blev även en stor framgång på radio och på listorna. På Trackslistan blev den 2010 års tredje största hit.
I Dansbandskampen 2010 tolkades låten av Wizex.

## Listplaceringar
| Lista (2010)         | Topplacering |
| -------------------- | ------------ |
| Svenska singellistan | 3            |